# Peter Baumann (muzyk)
Peter Baumann (ur. 29 stycznia 1953 w Berlinie) – niemiecki muzyk uprawiający rockową odmianę muzyki elektronicznej.

## Życiorys
Uzyskał klasyczne wykształcenie muzyczne. W wieku 14 lat założył swój pierwszy zespół i przez następne lata przewinął się przez sporą liczbę lokalnych grup rockowych.
W 1971 został członkiem awangardowego zespołu Tangerine Dream i pozostał w nim przez siedem lat, w okresie największych sukcesów artystycznych tego elektronicznego tria. Jeszcze będąc członkiem grupy, nagrał swój pierwszy, dobrze przyjęty album Romance '76. Muzyka zawarta na tej płycie była stylistycznie zbliżona do wydanego niedługo później, przełomowego albumu Tangerine Dream Stratosfear. Nasunęło to przypuszczenie, że Bauman wysuwa się w grupie na pozycję lidera. Wkrótce potem opuszcza on jednak grupę, by poświęcić się karierze solowej.
W początku lat osiemdziesiątych całkowicie poświęcił się działalności producenta muzycznego, zakładając własne przedsiębiorstwo płytowe Private Music, zajmujące się promowaniem muzyki new age. Jedną z pierwszych grup tworzących dla jego wytwórni była Tangerine Dream. Innymi znanymi muzykami nagrywającymi dla Private Music byli Ravi Shankar, Yanni, Patrick O'Hearn, John Tesh i Shadowfax.
W 1990 Bauman próbował wrócić do czynnego życia muzycznego, wiążąc się z grupą Blue Room. Frustracja spowodowana brakiem znaczących sukcesów tego zespołu skłoniła go jednak do porzucenia wszelkiej działalności muzycznej. Po wycofaniu się z działalności muzycznej powołał „The Baumann Foundation”, zajmującą się poszukiwaniem sposobów poprawy jakości życia z perspektywy filozoficznej, koncepcyjnej oraz empirycznej.
Wrócił jednak do planów muzycznych. W październiku 2014 odbudował swoje studio muzyczne. W styczniu 2015 spotkał się w Wiedniu, po wielu latach z Edgarem Froesem. Omawiali plany muzyczne. Wydawało się, że doprowadzi to do odnowienia współpracy po kilku dekadach. Edgar Froese zmarł jednak 20 stycznia 2015. W 2015 Baumann rozpoczął współpracę z pozostałymi członkami ostatniego składu Tangerine Dream nad nieukończonym materiałem, który pozostawił Edgar Froese. Jednak jego wizja muzyczna nie pasowała do koncepcji Thorstena Quaeschninga, Ulricha Schnaussa i Bianki Froese. Swoją muzyczną wizję przekazał na wydanej 20 maja 2016 płycie „Machines of Desire”. Jednocześnie 27 maja 2016 ukazały się znów dwie pierwsze solowe płyty Petera Baumanna Romance '76 oraz „Trans-Harmonic Nights”.

## Solowa dyskografia
- 1976 Romance '76
- 1979 Trans-Harmonic Nights
- 1981 Repeat Repeat
- 1983 Strangers in the Night
- 2016 Machines of Desire